# Форт Сан Диего
Форт Сан Диего (на испански: Fuerte de San Diego) е крепост, разположена на морското пристанище на град Акапулко в щата Гереро, Мексико. 
Той е най-значимият исторически паметник в региона и сред най-важните морски крепости на Тихия океан.
Съществена част от изгледа и историята на пристанището, той е бележит и с уникалната си геометрична форма на костенурка.
Фортът е издигнат през 1616 г., за да защити града от пиратските нападения. Разрушавана и възстановявана, от постройката от 1783 г. са запазени рововете, както и 5-те кули на форта. Днес крепостта е исторически музей.